# Asa Branca (cançó)
Asa Branca és una cançó de baião, d'autoria dels músics brasilers Luiz Gonzaga i Humberto Teixeira, composta el 3 de març de 1947.

## Temàtica

Luiz Gonzaga (1959)

El tema de la cançó és la sequera cíclica en la Regió Nord-est del Brasil, que pot arribar a ser molt intensa en el semiàrid del Sertão, a punt de fer migrar fins i tot el colom picazuro (Patagioenas picazuro). Es tracta d'una espècie de colom popularment anomenat asa-blanca al Brasil, on també se'l coneix com pomba-pedrês o pomba-trocaz. La sequera obliga també el noi protagonista de la cançó a canviar de regió per poder sobreviure. Al fer-ho, ell promet tornar un dia (igual com fa l'ocell quan passa la sequera) per estar a prop de la seva estimada.
Hi ha una continuació de "Asa Blanca", intitulada "A Volta da Asa Branca", que tracta del retorn del retirante (l'emigrant per la sequera) i de la seva nova vida en el Nordeste.

## Transcendència
Segons l'ECAD, és una de les músiques més tocades en festas juninas (festivitat de Sant Joan al Brasil), havent estat la vuitena més tocada l'any 2010. Amb el temps, s'ha convertit en una mena d'himne per tota la regió nord-est.
Al municipi d'Exu, estat de Pernambuco, se situa el Parc Asa Branca, que acull el Museu Gonzagão, el mausoleu del cantant i la casa familiar.

## Enregistraments
La versió més coneguda és la cantada per Luiz Gonzaga. A més d'aquesta versió, la música va ser gravada per una sèrie d'altres artistes, entre ells:
- Nelson Gonçalves
- Lulu Santos
- Fagner
- Caetano Veloso
- Elis Regina
- Liah Soares
- Tom Zé
- Chitãozinho e Xororó e Ney Matogrosso
- Badi Assad
- Maria Bethânia
- Gilberto Gil
- Waldir Azevedo
- Hermeto Pascoal
- Quinteto Violado
- Xangai
- Zé Ramalho
- Raul Seixas (cantada en portuguès i en anglès)
- David Byrne (cantada en anglès)
- Padre Fábio de Melo
- Dominguinhos e Alcymar Monteiro
- Elba Ramalho
- Trio Irakitan (al LP "As vozes e o ritmo do Trio Irakitan")
- Jorge Goulart
- Rebecca Lin
- Elba ramalho (DVD Elba Canta Luiz)
- Fred Carrilho (CD "Violão Brasileiro" Vol I)
- Angra (Trecho em Never Understand)
- Geraldo Vandré (CD Hora de Lutar)